# Відзнака за службу в армії (США)
Відзнака за службу в армії (США) (англ. Army Service Ribbon) — відзнака (почесна стрічка) для заохочення військовослужбовців армії Збройних силах США, хто успішно закінчив початковий курс підготовки.
Відзнака за службу в армії Сполучених Штатів була створена наказом Секретаря армії від 10 квітня 1981. 1 серпня 1981 всі військовослужбовці регулярної армії, Національної гвардії та Резерву армії Сполучених Штатів, що знаходилися в активному резерві, отримали право на одержання відзнаки. Стрічкою «Відзнака за службу в армії» нагороджуються військовослужбовці Армії, резерву армії, а також Національної гвардії за умови успішного завершення початкового курсу підготовки, що для офіцерів вважається успішним завершенням їх основного/фахового або курсу вищого рівня для підвищення кваліфікації. Як правило, рядовий та сержантський склад отримують нагороду відразу після успішного завершення свого базового курсу підготовки.
Військовослужбовці, які пройшли базовий курс підготовки до 1981 року, Відзнака за службу в армії присвоюється заднім числом за умови, що військовослужбовець все ще перебуває на дійсній військовій служби після 1981 року. Для тих військовослужбовців, які прийшли в армію після проходження служби в інших видах Збройних сил США (і які не проходили необхідний базовий курс підготовки) Відзнака за службу в армії присуджується після чотирьох місяців активної служби.